# Wilhelm Runge (Mediziner)
Georg Wilhelm Runge (* 29. August 1805 in Ganzkow (Brunn); † 19. Februar 1863 in Sisterdale) war ein deutscher Mediziner und Auswanderer nach Texas.

## Leben
Wilhelm Runge war der dritte Sohn des Gutspächters David Runge (* 1773) und dessen Frau, der Gutspächtertochter Sophie, geb. Otto (1785–1853). Er wuchs unter elf Geschwistern vor allem in Warbende auf, wo der Vater 1812 die Pachtung der Domäne übernommen hatte.  Der Maler Philipp Otto Runge war sein Onkel; Daniel Runge (1804–1864), Pastor in Woldegk, war sein älterer Bruder, der Arzt Adolph Runge (1812–1862) sein jüngerer Bruder. Seine Cousine Pauline  (1807–1887) war mit Wilhelm Mussehl verheiratet.
Runge studierte Humanmedizin. In Rostock wurde er 1825 beim Corps Vandalia Rostock aktiv. Am 4. November 1829 wurde er an der Universität Halle zum Dr. med. promoviert. Er kehrte nach Mecklenburg-Strelitz zurück und praktizierte ab 1831 in Stargard. Hier war er auch Stadtphysicus.
Im Revolutionsjahr 1848 unterstützte er die Reformen. Nach dem Scheitern der demokratischen Reformen in Mecklenburg durch den Freienwalder Schiedsspruch im September 1850 wanderten Wilhelm Runge und sieben weitere seiner Geschwister als Forty-Eighters nach Nordamerika aus. In Texas schloss er sich dem Latin Settlement in Sisterdale an.
Seit 1834 war er verheiratet mit Caroline, geb. Hardt (1812–). Sein Sohn Hermann wurde als Zwanzigjähriger 1855 auf der Farm von Comanche getötet und skalpiert.

## Werke
- Diss. inaug. sistens casum quendam memorabilem intestini coli descendentis. Halle 1829